# الجمعية العامة في نوفا سكوشا
الجمعية العامة في نوفا سكوشا (بالإنجليزية: General Assembly of Nova Scotia)‏  هي الهيئة التشريعية في نوفا سكوشا، تتكون من المجلس الأدنى Nova Scotia House of Assembly ‏ الذي يضم 51 مقعداً.